# Panayia Mou, Panayia Mou
Panayia Mou, Panayia Mou (Alfabeto grego: Παναγιά μου, Παναγιά μου (tradução  portuguesa "Minha Virgem, Minha Virgem") foi a canção grega no Festival Eurovisão da Canção 1976, interpretada em grego por Mariza Koch. O tema tinha letra de Michael Fotiades, música de Mariza Koch e orquestração de Michalis Rozakis.
A canção foi a décima a ser interpretada an noite do festival, depois da canção norueguesa "Mata Hari", interpretada por  Anne Karine Strøm e antes da canção finlandesa  "Pump-Pump", interpretada por  Fredi & Ystävät. A canção grega terminou em 13.º lugar (entre 18 países participantes), recebendo 20 pontos. 
A canção é uma balada, com uma letra de protesto contra a invasão turca de Chipre dois anos antes . Koch canta à   Virgem Maria e fala-lhe da invasão de Chipre por tropas turcas que tinha sido levada a cabo dois anos antes (1974). A letra refere que atualmente as ruínas em Chipre não são de épocas antigas, mas de napalme. Diz ainda que se virem tendas na pradaria, elas não são de campistas, mas de refugiados. Durante a transmissão da canção, a televisão turca decidiu cortar a emissão e mostrar uma canção popular turca.